# Mansuè
Mansuè (AFI: /mansuˈɛ/, Mansuè in veneto) è un comune italiano di 4 832 abitanti della provincia di Treviso in Veneto.

## Origini del nome
È facile ricondurre il toponimo al nome del patrono San Mansueto, ma alcuni studiosi hanno formulato delle ipotesi alternative. Potrebbe derivare dal latino mansio, una stazione di sosta lungo una strada romana oppure un centro agricolo amministrato dai Cavalieri templari; è molto probabile, infatti, che l'ordine fosse ben presente in zona, trovandosi tra Tempio di Ormelle e San Giovanni del Tempio di Sacile, due importanti centri templari.

## Storia

### Le origini
I primi reperti riguardano la civiltà dei Paleoveneti. Tra i segni più evidenti, i cosiddetti casteir, delle collinette utilizzate per il controllo del Livenza, corso d'acqua navigabile.
Nel III secolo a.C. il Veneto fu assoggettato ai Romani e la zona fu assegnata al municipium di Opitergium (l'attuale Oderzo). A Portobuffolé, nella frazione Settimo, doveva trovarsi un porto fluviale, dunque anche la zona di Mansuè fu coinvolta nel transito dei traffici.

### Dal medioevo a Venezia
Caduto l'Impero Romano, il territorio fu devastato dalle invasioni barbariche e, più tardi, degli Ungari. La generale decadenza portò all'abbandono del territorio che poté essere recuperato qualche tempo dopo con l'affermarsi del monachesimo. Nella stessa Basalghelle sorse un monastero benedettino, di cui oggi restano la chiesetta dei Santi Mauro e Macario e l'ex convento delle Baite.
Dopo l'anno Mille, Mansuè dipese dai Caminesi i quali avevano creato una signoria con sede a Portobuffolé. La comunità locale beneficò di questa vicinanza sino al 1339, quando la Serenissima conquistò i possedimenti dei Caminesi.
Anche sotto Venezia il territorio vide confermata la sua importanza come località di transito commerciale. Il porto di Portobuffolé fu ulteriormente ampliato, specie con l'apertura della via dei Sali che dall'Adriatico giungeva al Nordeuropa passando anche per Basalghelle.

### Dall'Ottocento ad oggi
Caduta la Repubblica di Venezia (1797), dal 1805 il Veneto divenne parte del napoleonico Regno d'Italia. Il dominio francese fece di Mansuè (con Baite di Mansuè, Fossabiuba, Villa Longa e Tessere) e Basalghelle (con Baite di Basalghelle, Cornarè e Rigole) due comuni inclusi nel circondario di Portobuffolé, del dipartimento del Tagliamento.
Nel 1815, come già accordato durante il congresso di Vienna, il Veneto fu ceduto all'Austria e incluso nel Regno Lombardo-Veneto. La dominazione straniera fu molto osteggiata dalla popolazione locale, e in effetti portò ad una grave decadenza economica, provocata anche dalla chiusura del porto di Portobuffolé.
Dal 1866, dopo la terza guerra di indipendenza, anche Mansuè diviene un comune del nuovo Regno d'Italia.
Nel Novecento Mansuè fu uno dei comuni più coinvolti nel fenomeno dell'emigrazione, che indirizzò i flussi verso l'Europa, le Americhe e l'Australia.

### Simboli
Lo stemma comunale e il gonfalone sono stati concessi con decreto del presidente della Repubblica del 16 marzo 1956.
L'agnello, simbolo di mansuetudine, ricorda il toponimo che a sua volta deriverebbe dal santo patrono della pieve, san Mansueto di Toul.
Il gonfalone è un drappo partito di rosso e di bianco.

## Monumenti e luoghi d'interesse

### La parrocchiale
La chiesa parrocchiale, arcipretale della diocesi di Vittorio Veneto, forania Opitergina, è dedicata a San Mansueto.
Se ne ignora la storia più antica; si sa che nel 1550, come decretò il vescovo di Ceneda Dalla Torre, essa fu ampliata e riconsacrata il 27 luglio 1625 dal vescovo di Caorle Benedetto Benedetti. Lo stemma dell'ordine posto sopra il portale centrale fa pensare che l'edificio originale fu eretto dai francescani.
L'attuale costruzione risente di interventi successivi quali l'ampliamento del 1924 su disegno dell'architetto Domenico Rupolo: per l'occasione furono aggiunte due navate laterali cosicché il campanile, risalente ai primi del Seicento, finì per essere inglobato nella costruzione. Sostituì un precedente a torre per ordine del vescovo Mocenigo.
L'altare maggiore, sormontato dal notevole tabernacolo, è ornato da due angeli marmorei del 1754. Come testimoniano gli affreschi, dietro l'altare era posta una pala di Andrea Vicentino (una Madonna con Bambino in gloria con santi), oggi conservata presso il museo diocesano di Vittorio Veneto. Al posto della tela, si trova oggi un grande affresco di Giuseppe Modolo, autore anche dei due affreschi dell'arco che divide il coro dalla navata.
L'altare alla sinistra dell'entrata, dedicato alla Madonna, conserva una statua lignea della Vergine, opera di Valentino Panciera Besarel. Di fronte si trova l'altare di Sant'Antonio. Dietro al santo la scritta Pro fratribus nostris absentibus invoca la protezione sui numerosi mansuetani emigrati.

## Società

### Evoluzione demografica
Abitanti censiti

Alla fine del 2007 si sono contati 49 nati (10,0‰) e 32 morti(6,5‰), con un incremento naturale di 17 unità (3,5‰). Le famiglie (1 745) contavano in media 2,8 componenti.
Secondo il censimento ISTAT del 2001, la popolazione era così ripartita:
- centri abitati:
  - Mansuè: 1 905 (sede comunale)
  - Basalghelle: 92 (frazione a nord-ovest del capoluogo)
  - Cornarè: 191 (località a nord-ovest di Basalghelle)
  - Fossabiuba: 167 (località ad est del capoluogo)
  - Rigole: 220 (località a nord-est di Basalghelle)
- nuclei abitati:
  - Borgo Rigole: 47 (località nei pressi di Rigole)
  - Castella: 18 (località a nord del capoluogo, presso la zona industriale)
  - Tremeacque: 38 (località a nord di Fossabiuba)
- case sparse: 1 454

Conferma delle peculiarità agricole del territorio, dei 4 132 abitanti di allora ben 1 454 (35,2%) vivevano in case sparse.

### Etnie e minoranze straniere
Al 31 dicembre 2023 gli stranieri residenti nel comune erano 864, ovvero il 17,4% della popolazione. Di seguito sono riportati i gruppi più consistenti:
1. Romania 609
2. India 61
3. Kosovo 37

### Religione
La gran parte della popolazione professa il cattolicesimo. Nel territorio sono presenti due parrocchie, corrispondenti alle due frazioni del comune, che fanno capo alla diocesi di Vittorio Veneto.
Esiste inoltre una consistente comunità di cristiani pentecostali composta da circa 400 fedeli di cittadinanza rumena.

## Amministrazione
| Periodo | Periodo   | Primo cittadino           | Partito                | Carica  | Note |
| ------- | --------- | ------------------------- | ---------------------- | ------- | ---- |
| 1985    | 1995      | Ireneo Miotto             | Democrazia Cristiana   | Sindaco |      |
| 1995    | 1999      | Sebastiano Claudio Avelli | lista civica           | Sindaco |      |
| 1999    | 2004      | Luigino Rancan            | civiche-centrosinistra | Sindaco |      |
| 2004    | 2014      | Giuseppe Vizzotto         | Lega Nord              | Sindaco |      |
| 2014    | in carica | Leonio Milan              | Ascoltare per servire  | Sindaco |      |